# كون ديلي
كون ديلي (بالإنجليزية: Con Daily)‏ هو لاعب كرة قاعدة أمريكي، ولد في 11 سبتمبر 1864 في Blackstone, Massachusetts ‏ في الولايات المتحدة، وتوفي في 14 يوليو 1928 في بروكلين في الولايات المتحدة.

## وصلات خارجية
- كون ديلي على موقعبيزبول رفرنس.كوم (الدوري الرئيسي) (الإنجليزية)
- كون ديلي على موقعبيزبول رفرنس.كوم (الدوري الثانوي) (الإنجليزية)
- كون ديلي على موقع مشجعي الرسوم البيانية (الإنجليزية)